# Rosa brotherorum
Rosa brotherorum es una especie de planta del género Rosa, de la familia Rosaceae.

## Taxonomía
Rosa brotherorum fue descrita por Chrshan. en 1953.

## Distribución
Se encuentra en el territorio de Cáucaso septentrional
 y Transcaucasia.